# Léninski (Medvédovskoye, Timashovsk, Krasnodar)
Léninski (del ruso: Ленинский) es un jútor del raión de Timashovsk del krai de Krasnodar, en Rusia. Está situado a orillas del río Kochety, afluente del río Kirpili, 24 km al sur de Timashovsk y 41 km al nordeste de Krasnodar, la capital del krai. Tenía 665 habitantes en 2010.
Pertenece al municipio Medvédovskoye.